# 杉山達夫
杉山 達夫（すぎやま たつお、1937年10月25日 - ）は、日本の植物生理学者。名古屋大学名誉教授。農学博士（名古屋大学、1968年）。愛知県出身。

## 略歴

### 学歴
- 1961年3月：名古屋大学農学部農芸化学科卒業
- 1966年10月：名古屋大学大学院農学研究科農芸化学専攻博士課程退学

### 職歴
- 1963年7月：国際稲研究所生化学部研究員
- 1966年10月：名古屋大学農学部助手
- 1971年3月：ジョンズ・ホプキンズ大学医学部生理化学科ポストドクトラル・フェロー
- 1974年6月：静岡大学農学部助教授
- 1981年2月：名古屋大学農学部助教授
- 1985年6月：名古屋大学農学部教授
- 1994年4月：名古屋大学評議員
- 1999年4月：名古屋大学大学院生命農学研究科教授
- 2000年4月：特殊法人理化学研究所横浜研究所植物科学研究センター長（兼任　2001年4月専任）
- 2001年5月：名古屋大学名誉教授
- 2003年10月：独立行政法人理化学研究所横浜研究所植物科学研究センター長
- 2005年4月：中部大学生命健康科学研究所所長
- 2006年4月：中部大学生命健康科学部生命医科学科教授（生命健康科学研究所所長兼務）

## 受章歴・叙勲歴
- 1978年4月　日本農芸化学会奨励賞
- 1987年5月　中日文化賞[2]
- 1991年7月　米国植物生理学会客員
- 1997年4月　日本農学賞読売農学賞
- 1999年11月　紫綬褒章
- 2003年2月  教育功労章
- 2013年4月  瑞宝中綬章[3]